# Lyra NYC
Lyra, auch Lyra NYC, ist ein Wolkenkratzer in Manhattan in New York City, Vereinigte Staaten. Der Wohnturm beherbergt 598 luxuriöse Mietwohnungen.

## Beschreibung
Der Wolkenkratzer befindet sich an der Eleventh Avenue zwischen der West 38th und West 39th Street im 2005 neu ausgewiesenen Viertel Hudson Yards im Stadtteil Hell’s Kitchen (Midtown West) in Midtown Manhattan. Er steht direkt gegenüber dem Kongresszentrum Javits Center und einige Blocks nördlich vom Hochhauskomplex Hudson Yards. Zwei Blocks südlich erstreckt sich der „Bella Abzug Park“ mit der Station 34 Street-Hudson Yards der New York City Subway, die von der Linie  bedient wird.
Der Wohnturm wurde von Pelli Clarke & Partners (Außenhülle) und SLCE Architects entworfen und von 2019 bis 2022 erbaut. Für die Inneneinrichtung war MdeAS Architects zuständig. Bauherr war das Unternehmen Rockrose Development. Lyra ist 173,9 m (571 Fuß) hoch und besitzt 52 Stockwerke. Das Bauwerk hat auf Höhe der 34. Etage einen großen Absatz, der das Gebäude durch einen vertikalen Einschnitt in der Fassade wie aus zwei miteinander verbundenen Gebäuden erscheinen lässt. Der Wolkenkratzer hat eine Glasvorhangfassade mit blauen Aluminiumprofilen. Die Dachterrasse und die Freizeiteinrichtungen befinden sich auf den Etagen 32 bis 34 des niedrigeren Gebäudeteils. Der mit weißen Marmorplatten gerahmte Haupteingang liegt an der Südseite des Gebäudes in der West 38th Street.
Der Wohnwolkenkratzer bietet 598 luxuriös ausgestattete Mietwohnungen und zahlreiche Freizeitmöglichkeiten. Den Bewohnern stehen unter anderem Fitness Center, Golf Simulator, Squash Court, Spielzimmer mit Billard, „Lumen Resident“-Lounge, Solarium, Co-Working Space, Sky Lounge mit Catering Küche, Fahrradraum, Caffé Vento und auf der 34. Etage die „Aurora Rooftop Terrace“ mit privaten Cabanas und BBQ Grills zur Verfügung. Das Erdgeschoss wird neben der zweistöckigen Lobby von Einzelhandel eingenommen.
Das Wohngebäude Lyra wurde 2024 mit dem „New York Design Award in Gold“ ausgezeichnet.

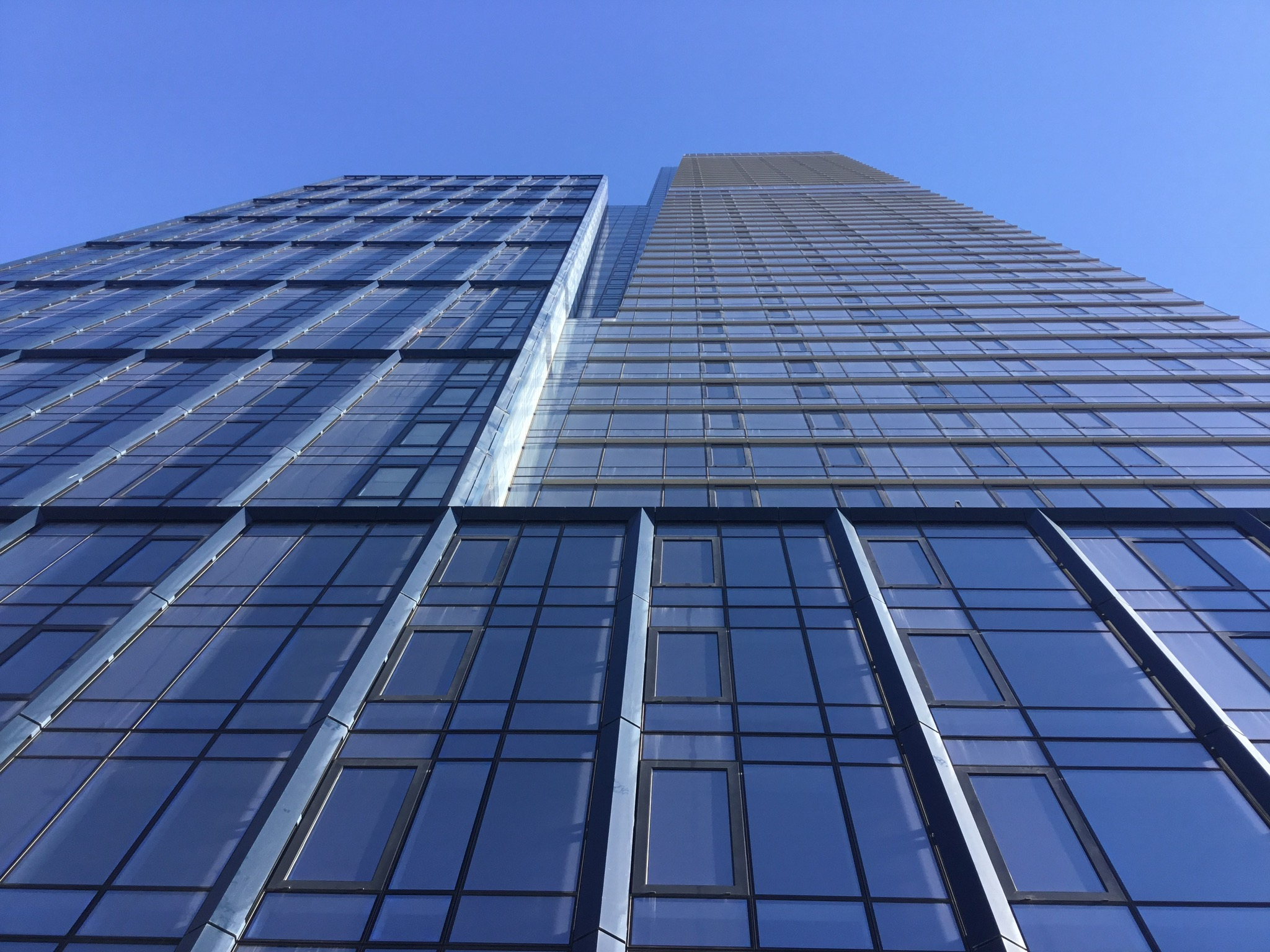
Vertikale Ansicht mit dem teilenden Fassadeneinschnitt